# Akira Yuyama
Akira Yuyama (Japans: 湯山　昭 Yuyama Akira) (Hiratsuka, 9 september 1932) is een Japans componist.

## Levensloop
Yuyama studeerde aan de Tokyo National University of Fine Arts and Music (東京藝術大学 Tōkyō Gei-jutsu Daigaku) in Tokio, nu: Tokyo University of the Arts bij Tomojiro Ikenouchi (compositie). Hij won een 1e prijs tijdens een compositiewedstrijd georganiseerd door de Japanse publieke omroep Nippon Hoso Kyokai (NHK) en de Mainichi Newspapers Co. In 1954 won hij een 2e prijs voor zijn Strijkkwartet in een dezelfde competitie. Na het behalen van zijn diploma's werkte hij als freelance componist. Hij schrijft werken voor verschillende genres. Yuyama is lid van het bestuur van de Japanse auteursrechtsmaatschappij. In 2003 werd hij onderscheiden met de Orde van de Rijzende Zon IVe Klasse met gouden stralen en rozet onderscheiden. 

## Composities

### Werken voor orkest
- 1961 Symfonische suite voor kinderen, voor orkest
- 2003 Totteoki no Kigakukyoku, voor viool, piano, marimba, saxofoon en orkest

### Werken voor harmonieorkest
- In honor the morning, mars

### Vocale muziek

#### Werken voor koor
- 1970 Kotan no Uta, koraalsuite voor gemengd koor en piano
- 1985 Saikai no koiuta, voor vrouwenkoor
- 2001 Aisuru Chikyu, voor kinderkoor en ensemble
- 2001 Yume o Egai-te, voor kinderkoor en ensemble
- 2002 Josei-gassho no tame no Sanka "Sen-nen no Kaze", voor vrouwenkoor en piano
- 2003 Totteoki no Gasshokyoku, voor gemengd koor, kinderkoor en piano
- 2004 Ai no Lullaby, voor vrouwenkoor en piano
- 2004 Jinsei wa Rinbu, voor 2 piano's, bariton, marimba, saxofoon, viool en vrouwenkoor
- 2004 Utau Seiun, voor kinderkoor en piano
- 2005 Itsumo Sekai no Dokokade, voor kinderkoor
- Chansons pour les enfants a la Province de..., voor kinderkoor (of vrouwenkoor)

#### Liederen
- 1966 Kaze no naka no kaze no uta, voor zangstem en piano
- 1986 Budō no uta, voor zangstem en piano
- 1986 Echigo no koiuta, voor zangstem en piano
- 1996 Kakyokushū, voor zangstem en piano
- 2001 Dream, voor zangstem en piano
- 2001 Haha-tte Yu Ji, voor zangstem en piano
- 2002 Hana no Iro, voor zangstem en piano
- 2002 Sayonara no Jikan, voor zangstem en piano
- 2002 Yude Tamago, voor zangstem en piano
- 2003 Mama no Amimono, voor zangstem en piano
- 2003 Ohanashi Yubisan, voor zangstem en piano
- 2003 Totteoki no Doyo, voor zangstem en piano
- 2004 Kirinsan, voor zangstem en piano
- 2004 Sunaba, voor zangstem en piano
- 2006 Ki no Nekko, voor zangstem en piano
- 2006 Maho no Futon, voor zangstem en piano
- Akatonbo (Rode libel), voor zangstem en piano
- Kaya no kiyama no (Kaya-boomen op de berg), voor zangstem en piano
- Kodomotachi e no messēji, voor zangstem en harp
- Kotan no Kagaribi, voor zangstem en piano
- Okashi no sekai, voor zangstem en harp
- Rendan no tanoshimi, voor zangstem en piano
- Sakura Densetsu, voor zangstem en piano
- Vocal Album, voor zangstem en piano

### Kamermuziek
- 1954 Strijkkwartet
- 1968 Divertimento, voor marimba en altsaxofoon[1] - première: 4 oktober 1968, Iino Hall, Tokio door Keiko Abe, marimba en Motoe Miyajima, altsaxofoon
- 1968 Sonatine, voor viool en piano

### Werken voor piano
- 1955 Piano Sonata
- 1967 rev.2010 Children's land
- 1969-1970 Sunday sonatina, ouverture en (7) sonatina's voor iedere dag
- 1974 Okashino Sekai (Suite Sweets)
- 1977 Children's world
- 1986 Monologue
- 1988 Children's Cosmos, Vol. 1-3
- 1997 Forest of the Fairies (Sprookjeswoud), suite voor piano vierhandig
- 2001 Please Read Our Letters, Mr.Mozart!
- 2002 The Nightingale’s Nocturne
- 2003 Piano no Uchu
- 2003 Totteoki no Pianokyoku, voor piano vier- en zeshandig
- 2009 Constellation of sounds
- Baumkuchen
- Confections
- Internet for Children, voor piano vierhandig
- Kodomo no Sekai
- Kodomo no kuni
- Machinely age
- Pianostukken voor kinderen
- Three images
- Vaiorin to piano no tame no sonachine

### Werken voor traditionele Japanse muziekinstrumenten
- 1971 Caprice for three Koto, voor drie 13-snaren koto